# Чирков, Роман Александрович
Роман Александрович Чирков (род. 28 декабря 2003, Уральск) — казахстанский футболист, полузащитник клуба «Атырау».

## Клубная карьера
Футбольную карьеру начинал в 2021 году в составе клуба «Кайрат-Жастар» в первой лиге. 24 августа 2021 года в матче против клуба «Игилик» (2:0) дебютировал в первой лиге Казахстана, выйдя на замену на 93-й минуте вместо Нургельды Толеуханова. 16 июля 2022 года в матче против клуба «Окжетпес» (2:3) забил дебютный мяч в первой лиге Казахстана.
4 февраля 2023 года на правах годичной аренды перешёл в «Акжайык».
1 января 2024 года стал игроком клуба «Акжайык».
21 февраля 2025 года подписал контракт с клубом «Атырау». 30 марта 2025 года в матче против клуба «Актобе» дебютировал в казахстанской Премьер-лиге (0:4), выйдя на замену на 74-й минуте вместо Зазы Цицкишвили.

## Карьера в сборной
13 ноября 2019 года дебютировал за сборную Казахстана до 17 лет в матче против сборной Германии до 17 лет (0:5), выйдя на замену на 54-й минуте вместо Вадима Яковлева.

## Клубная статистика
| Клуб               | Сезон              | Лига | Лига | Кубки | Кубки | Еврокубки | Еврокубки | Итого | Итого |
| Клуб               | Сезон              | Игры | Голы | Игры  | Голы  | Игры      | Голы      | Игры  | Голы  |
| Кайрат             |                    |      |      |       |       |           |           |       |       |
| ------------------ | ------------------ | ---- | ---- | ----- | ----- | --------- | --------- | ----- | ----- |
| → Кайрат-Жастар    | 2021               | 2    | 0    | —     | —     | —         | —         | 2     | 0     |
| → Кайрат-Жастар    | 2022               | 20   | 2    | —     | —     | —         | —         | 20    | 2     |
| → Кайрат-Жастар    | Итого              | 22   | 2    | —     | —     | —         | —         | 22    | 2     |
| → Акжайык          | 2023               | 21   | 4    | 3     | 0     | —         | —         | 24    | 4     |
| → Акжайык          | Итого              | 21   | 4    | 3     | 0     | —         | —         | 24    | 4     |
| Акжайык            | 2024               | 24   | 5    | 4     | 0     | —         | —         | 28    | 5     |
| Акжайык            | Итого              | 24   | 5    | 4     | 0     | —         | —         | 28    | 5     |
| Всего за «Акжайык» | Всего за «Акжайык» | 45   | 9    | 7     | 0     | —         | —         | 52    | 9     |
| Атырау             | 2025               | 1    | 0    | —     | —     | —         | —         | 1     | 0     |
| Атырау             | Итого              | 1    | 0    | —     | —     | —         | —         | 1     | 0     |
| Всего за карьеру   | Всего за карьеру   | 68   | 11   | 7     | 0     | —         | —         | 75    | 11    |